# Moca nipharcha
Moca nipharcha är en fjärilsart som beskrevs av Edward Meyrick 1931. Moca nipharcha ingår i släktet Moca och familjen Immidae. Inga underarter finns listade i Catalogue of Life.